# 이규환 (조선귀족)
이규환(李圭桓, 1858년 8월 17일 ~ 1931년 1월 31일)은 일제강점기의 조선귀족이다. 자는 공집(公執), 호는 만당(晩堂), 본관은 경주, 본적은 경기도 포천시 가산면이다. 남작 이주영의 장남이다.

## 생애
1906년 1월 15일 일본 정부로부터 훈2등 서보장을 받았으며 1914년 6월 10일 일본 정부로부터 남작 이주영의 사자(嗣子)로서 종5위에 서위되었다. 1915년 11월 10일 일본 정부로부터 다이쇼 대례 기념장을 받았으며 1918년 2월 12일 자신의 아버지였던 이주영이 받은 남작 작위를 승계받았다. 1928년 11월 16일 일본 정부로부터 쇼와 대례 기념장을 받았고 1930년 1월 22일 창복회로부터 교부금 150원을 받았다. 그의 작위는 손자 이경우가 습작했다.
친일파 708인 명단의 조선귀족 부문, 민족문제연구소의 친일인명사전 수록자 명단의 수작/습작 부문, 친일반민족행위진상규명위원회가 발표한 친일반민족행위 705인 명단에 포함되었다.

## 참고자료
- 친일반민족행위진상규명위원회 (2009). 〈이규환〉. 《친일반민족행위진상규명 보고서 Ⅳ-12》. 서울. 7~11쪽.